# Persea albida
Persea albida är en lagerväxtart som beskrevs av André Joseph Guillaume Henri Kostermans. Persea albida ingår i släktet avokador, och familjen lagerväxter. Inga underarter finns listade i Catalogue of Life.